# 今小路持冬
今小路 持冬（いまのこうじ もちふゆ）は、南北朝時代の公卿。権中納言・今小路満冬の子。官位は、従三位・権中納言。

## 官歴
- 永享4年（1432年）6月23日、従三位に叙される。左中将は元の如し。
- 永享5年（1433年）12月29日、権中納言に任ぜられる。
- 永享8年（1436年）12月に薨去。